# Nihonogomphus silvanus
Nihonogomphus silvanus – gatunek ważki z rodziny gadziogłówkowatych (Gomphidae).